# 月導-Tsukishirube-
「月導-Tsukishirube-」（つきしるべ）は、南里侑香の楽曲。尾澤拓実が制作を手掛けた。南里の3枚目のシングルとして2010年2月24日にflying DOGから発売された。

## 概要
- FictionJunction YUUKAの名義で活動していたヴォーカルYUUKAの、南里侑香としてのソロ活動第3弾シングル。
- 「月導-Tsukishirube-」は、テレビアニメ『おおかみかくし』のエンディングテーマとして使用された。
- 作詞・作曲は、劇中の音楽を手掛ける尾澤拓実による。

## 収録曲
1. 月導-Tsukishirube- [4:19] 
作詞・作曲・編曲：尾澤拓実
  - テレビアニメ『おおかみかくし』エンディングテーマ
2. 雨の散歩道 [4:47] 
作詞：南里侑香、作曲：尾澤拓実、編曲：尾澤拓実・石川洋光
3. 月導-Tsukishirube- （without vocal）
4. 雨の散歩道（without vocal）

## タイアップ
| 曲名               | タイアップ                                           |
| ------------------ | ---------------------------------------------------- |
| 月導-Tsukishirube- | テレビアニメ『おおかみかくし』後期エンディングテーマ |